# Южный регион (Камерун)
Южный регион (англ. South Region; фр. Région du Sud) (до 2008 г. — Южная провинция) — регион на юге Камеруна. Граничит: с Восточным, Центральным и Прибрежным регионами страны, Экваториальной Гвинеей, Габоном и Конго, на западе омывается Биафрским заливом.

## Население

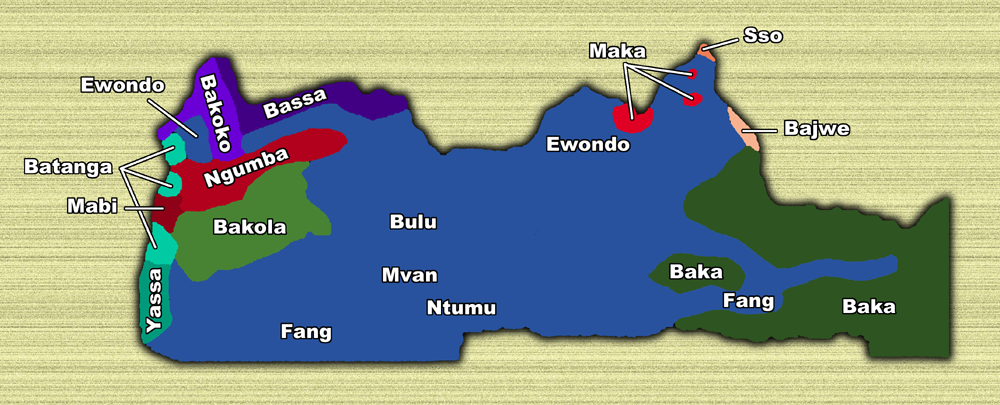
Географическое распределение этнических групп в Южном регионе.

Большая часть населения — народы Банту, говорящие на диалектах языка Бети.

## Административное деление
Регион делится на 4 департамента:
| Карта | Карта         | Название департамента | Оригинальное название (фр. ) | Площадь (км2)     | Адм. центр              |
| ----- | ------------- | --------------------- | ---------------------------- | ----------------- | ----------------------- |
|       | __            | Джа и Лобо            | Dja-et-Lobo                  | 19 911            | Сангмелима (Sangmélima) |
| __    | Мвила         | Mvila                 | 8 697                        | Эболова (Ebolowa) |                         |
| __    | Океан         | Océan                 | 11 280                       | Криби (Kribi)     |                         |
| __    | Валле-дю-Нтем | Vallée-du-Ntem        | 7 303                        | Амбам (Ambam)     |                         |
|       | Всего         |                       | 47 191                       |                   |                         |

## Экономика
Главные отрасли промышленности: лесозаготовки, добыча полезных ископаемых и прибрежная добыча нефти. Почти вся территория региона, за исключением прибрежных мангров, занята сельвой.